# ريلمي 5 برو
ريلمي 5 برو التي اعنت عنة شركة ريلمي في 20 أغسطس 2019 حيث ياتي بتصميم جديد ومميز بتضليعات مميزة في الحواف ومن العوامل القوية في الهاتف انة يأتي بمعالج سناب دراجون 712 حيث يعد اقوي بنسبة 10% من معالج السابق سناب دراجون 710 

## المواصفات
- يأتي الهاتف بابعاد 157x74.2x8.9 ملم
- وزن الهاتف 184 جرام
- خامة الهاتف من البلاستيك
- شاشة الهاتف بجودة FHD+ وبدقة 2340x1080
- معالج الهاتف سناب دراجون 712
- معالج الرسوميات ادرينو 616
- الكاميرا الخلفية رباعية (48+8+2+2) م.ب[2]
- الكاميرا الامامية 16 م.ب
- البطارية تأتي بسعة 4035 مللي أمبير